# Dexia fraseri
Dexia fraseri là một loài ruồi trong họ Tachinidae.